# Moulins-le-Carbonnel
Moulins-le-Carbonnel é uma comuna francesa na região administrativa do País do Loire, no departamento de Sarthe. Estende-se por uma área de 16.31 km². Em 2010 a comuna tinha 713 habitantes (densidade: 43,7 hab./km²).